# Allwinner A1X

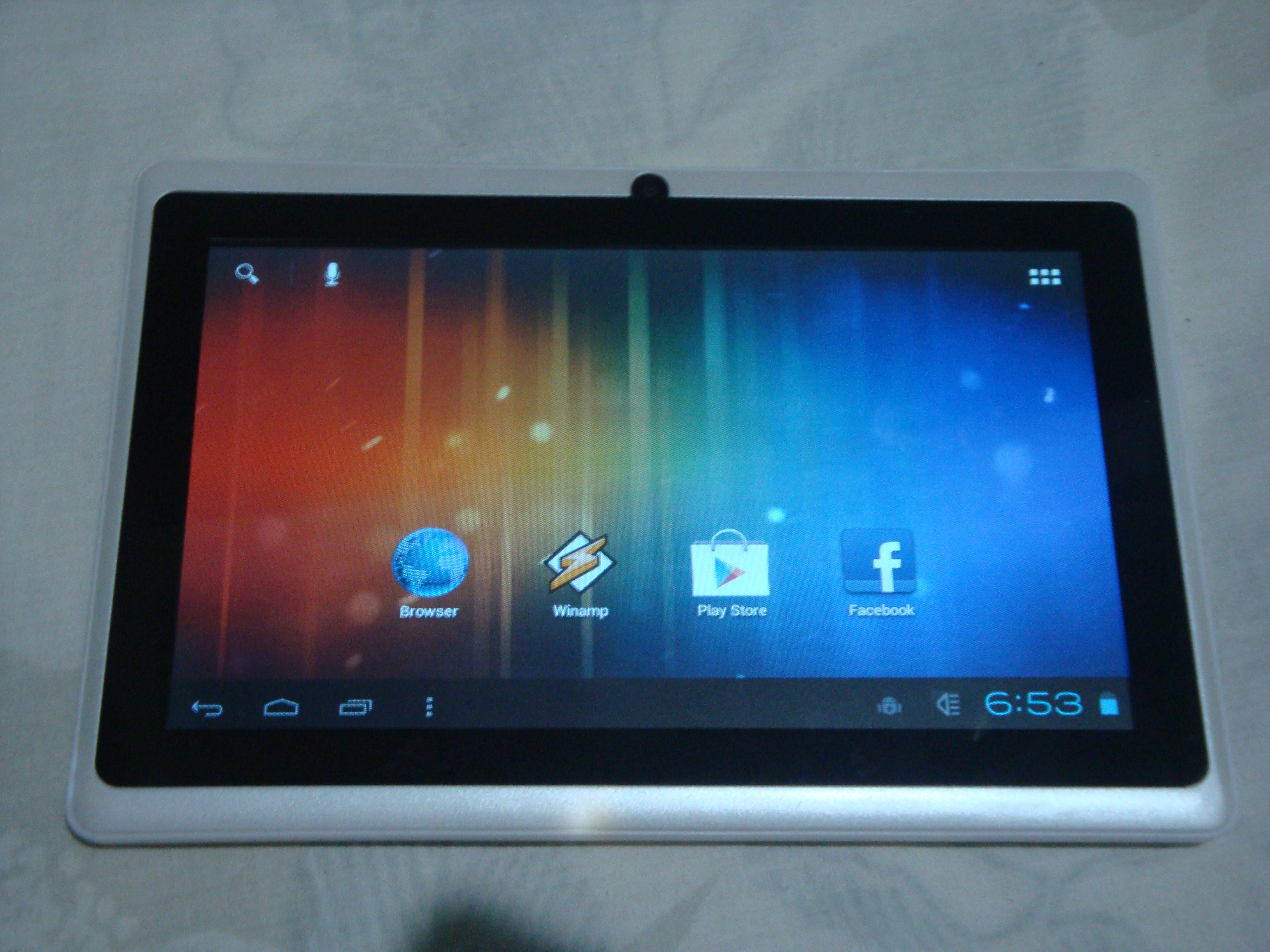
Um tablet genérico rodando sobre o processador AllWinner A13.

O Allwinner A1X, conhecido no Linux como sunxi, é uma família de dispositivos single-core SoC projetados pela Allwinner Technology de Zhuhai, na China. Atualmente, a família é composta por e A10, A13, A10s e A12. Os SoCs são baseados no ARM Cortex-A8 como processador principal e o Mali 400 como a GPU.